# Tommy Marth
Thomas Christian "Tommy" Marth, Jr. (23 de noviembre de 1978 – 23 de abril de 2012) fue un saxofonista americano, conocido por sus grabaciones y actuaciones en directo con el grupo The Killers. Giró ampliamente con el grupo entre 2008 y 2009, y además grabó para los discos "Sam's Town" and "Day & Age".

## Primeros años
Tommy Marth nació en Las Vegas, Nevada, y fue el segundo de los tres hijos de la cantante de Las Vegas Diane Eddington y Thomas Christian Marth Sr, que conoció a la madre de Marth mientras tocaba instrumentos de cuerda en Las Vegas en los primeros años de 1960. Tom Sr enseñó a Marth a tocar la batería cuando tenía 4 años de edad, de acuerdo a lo que dijo Marth en una entrevista, "Cuando noté que le gustaba la idea de que tocase, lo dejé". Y así fue hasta que Marth escuchó una grabación en cinta de Stan Getz, momento en el que decidió tocar el saxofón.
Descrito por su hermana, tenía un lazo familiar similar a "Los Tres Mosqueteros", Marth tenía una relación muy estrecha con sus hermanos, que incluyen a su hermano mayor Ryan Marth y su hermana menor Melissa Marth, ambos miembros del grupo indie de Las Vegas The Big Friendly Corporation.
Tommy asistió al Chaparral High School en Paradise donde se encontró con el futuro bajista de The Killers, Mark Stoermer en un grupo de jazz. Estando todavía en esa escuela, Tommy trabajó como modelo para Tommy Hilfiger, Jaguar, y apareció en el video de Sting Desert Rose. Tommy apareció también en el video del grupo Passion Fruit Sun Fun Baby en el 2000. Más tarde asistió a la Universidad de Nevada, Las Vegas donde recibió su licenciatura en cine.

## Carrera
A principio de su carrera, Marth fue el saxofonista para la Las Vegas All Star Jazz Band mientras trabajaba como escritor independiente para la Las Vegas CityLife, . En 2006, Tommy se unió a su amigo del colegio Mark Stoermer en estudio para grabar algunas pistas del segundo álbum de The Killers, Sam's Town. Poco después del lanzamiento del disco, Tommy se unió a The Killers en los escenarios para el The Tonight Show with Jay Leno. Durante este periodo, cuando no estaba grabando o tocando en directo con The Killers, Tommy trabajó tanto como director de escena como director de animación para un club nocturno de Las Vegas conocido como Freakin 'Frog, donde era conocido por grabar gratis las actuaciones en directo de los grupos que allí actuaban.
En 2008, Tommy grabó el saxo en el disco del grupo Black Camaro titulado Pistachio Moustachio, antes de regresar al estudio para la grabación de los temas del disco Day & Age de The Killers, tercer álbum en estudio del grupo. Marth giró con The Killers el siguiente verano para la gira de ese disco y aparece en el DVD Live from the Royal Albert Hall.
Poco después de llegar a casa de la gira Day & Age Tour, Tommy volvió a escribir ficción y tocar con su familia. The Big Friendly Corporation entraría pronto a estudio para grabar su álbum ...And So It Goes (2010), en el cual Tommy interpretó la canción Heaven's on Your Side al saxofón. Tommy también tocó en directo con el músico de Las Vegas y mánager de The Killers Ryan Pardey, en su grupo Halloween Town, y apareció en su álbum Zafra Court (2011).
Desde noviembre de 2011, Marth fue gerente de marketing de la vida nocturna en el Hard Rock de Las Vegas.

## Muerte
El 23 de abril de 2012, el cuerpo de Marth fue descubierto en su casa de Las Vegas, Nevada con una herida de escopeta en la cabeza. El forense del condado de Clark subsecuentemente dijo que la herida de escopeta fue auto-infligida y la causa de la muerte fue suicidio. The Killers tuiteó a sus fanes poco después de recibir la noticia. El mensaje decía: "Anoche perdimos a nuestro amigo Thomas Marth. Nuestras oraciones están con su familia. Hay una luz que falta en Las Vegas esta noche. Viaja bien, Tommy."
De acuerdo con el periódico Las Vegas Sun, el día de la muerte de Marth, The Big Friendly Corporation lanzaba la interpretación de Tommy de Heaven's on Your Side en su página web, junto con los comentarios del miembro de Big Friendly Timothy Styles que dijo, "Ha sido un día triste, triste... un tipo duro, un tío realmente grande y lo extrañaré mucho."

## Trabajos póstumos
El 4 de julio de 2012, Black Camaro lanzó su álbum Black Camaricans, que cuenta con Tommy Marth así como sus hermanos Melissa y Ryan en la canción Phantom of the Moon. Brian Garth, componente del grupo, comentó para la revista Las Vegas CityLife, "Teníamos esta canción como una de las que Tommy dominaba en el saxofón. Pero ahora ya no se trata de eso. Se trata de que podría ser la última cosa que grabó. Y yo lo tengo, y tengo la capacidad de hacerlo. Y tengo a los Marth para hacerlo."